# Lira maltese (strumento musicale)
La lira maltese fu uno strumento tradizionale della musica maltese fino al XIX secolo.
È stata riscoperta negli ultimi anni grazie all'aiuto di Ruben Zahra e dell'etnomusicologo Ettore Castagna, con i quali studi il liutaio Pietro Forlani ha potuto realizzare la lira maltese.